# Burak Özçivit
Burak Özçivit, né le 24 décembre 1984 à Istanbul, est un acteur turc, ainsi qu'un ancien mannequin. Il est internationalement connu pour son rôle dans Kara Sevda (2015-2017), l'une des séries turques les plus réussies, vendue dans plus de 110 pays et le seul lauréat de l'international Emmy Award en 2017.
Il est également largement reconnu pour son rôle actuel dans Kuruluş: Osman, une série dramatique historique d'action-aventure qui surpasse les productions hollywoodiennes dans lequel il incarne Osman. La série a réussi à battre des records d'audience, restant le leader tout au long de sa diffusion, réalisant la meilleure première de l'histoire de la Turquie et étant la seule série turque de l'histoire à être récompensée aux Venice TV Awards.
À noter également ses rôles dans les séries Çalıkuşu (2013) et Muhteşem Yüzyıl (2011-2012). Tout au long de sa carrière d'acteur, Özçivit a reçu de nombreuses distinctions et récompenses et est actuellement l'acteur turc du monde avec le plus d'abonnés sur Instagram.

## Biographie
Burak Özçivit est né le 24 décembre 1984 à Istanbul, en Turquie, fils de Bülent Özçivit et Ceyhan Özçivit. Il a une sœur cadette nommée Burçun.
Il a étudié au département de photographie de la faculté des beaux-arts de l'Université de Marmara.

## Carrière professionnelle

### Le début
En 2005, il reçoit le prix du «Best Model of Turkey» et commence une carrière de mannequin dans l'une des agences les plus populaires d'Istanbul. En 2005, Burak Özçivit participe ensuite la même année au «Best Model Of The World» où il occupe la deuxième place. Il travaille ensuite pour une variété de marques populaires en Europe et apparait sur les couvertures de plusieurs magazines: Magazine Gloria (Serbie), Marie Claire (Turquie), Dyou Magazine (Turquie), la telenovela (Bulgarie) et Hafta Sonu (Turquie).
Après sa carrière de mannequin, il entame une carrière au cinéma et à la télévision en jouant en 2006 son premier rôle dans la série télévisée Eksi 18 et puis dans Kuçuk Sirlar en 2009. En 2011, il incarne le rôle de Malkoçoğlu Bali Bey de la série Muhteşem Yüzyıl et a remporté les 2 premiers prix de sa carrière.

### 2013Çalıkuşu
En 2013, son premier rôle de poids dans une série arrivera; Çalıkuşu, une adaptation amoureuse, dramatique et comique du roman homonyme de Reşat Nuri Güntekin, l'un des auteurs les plus importants de Turquie. La série se déroule au début du XXe siècle en Turquie où Burak incarne Kamran, un jeune médecin séduisant et respecté qui tombe amoureux de sa cousine Feride, un rôle jouée par Fahriye Evcen, qu'il épousera plus tard.
Çalıkuşu est sorti le 24 septembre 2013 et a été diffusé par Kanal D. Grâce à son rôle dans la série, Burak Özçivit a remporté 4 autres prix.
Un an plus tard, en 2014, il a de nouveau joué avec Fahriye Evcen dans le film d'amour et dramatique Aşk Sana Benzer, qui compte actuellement près de 9 millions de vues sur YouTube.

### 2015-2017Kara Sevda, le lancement de sa carrière
Entre 2015 et 2017, il a joué dans le feuilleton Kara Sevda dans le rôle de Kemal Soydere aux côtés de Neslihan Atagül.
La série est devenue une étape importante dans l'histoire internationale des séries turques, étant la première et la seule série turque à avoir reçu les prix télévisés les plus prestigieux au monde, les International Emmy Awards de la meilleure telenovela en 2017,. Il a également reçu le prix spécial du jury aux Seoul International Drama Awards. Pour récupérer le prix, Burak Özçivit se rend en Corée avec Hilal Saral, le réalisateur de la série.
Kara Sevda est devenue la série turque la plus regardée au monde, étant traduite dans plus de 50 langues et diffusée dans plus de 110 pays.
En raison du succès retentissant de Kara Sevada dans le monde, au musée de cire du "Tashkent City Park" en Ouzbékistan, deux figures Nihan et Kemal sont exposées dans la partie consacrée à Istanbul.

#### 2016-2017Kardesim Benim
En 2016, il a joué dans le film de comédie Kardeşim Benim aux côtés du chanteur et acteur Murat Boz et Aslı Enver. Sa première à Berlin, en présence des acteurs principaux, a été qualifiée de "première la plus fréquentée à Berlin ces dernières années" et, dans sa deuxième semaine, le film a atteint 1 million de téléspectateurs. Kardesim Benim a réussi à lever plus de 23 millions de livres turques au box-office. En 2017, Kardesim Benim 2 est sorti.

#### 2018Can Feda
En 2018, sort le film dramatique et d'action Can Feda, dans lequel Burak Özçivit partage la vedette avec Kerem Bürsin. Burak a joué le commandant Alparslan de l'armée de terre turque avec une histoire dure et dramatique derrière qui était le capitaine d'un groupe de 5 soldats qui entrent dans l'une des parties du monde les plus assiégées par les terroristes pour tenter de la libérer et sauver tout le monde qui est soumis et assassiné, risquant sa vie à de nombreuses reprises.
Pour se préparer physiquement et mentalement au rôle, l'acteur a dû suivre une formation militaire,. Cependant, pendant le tournage, il a subi une blessure qui l'a tenu à l'écart du plateau pendant un mois. Pour sa performance dans le film, Burak Özçivit a reçu le prix "Acteur de cinéma le plus admiré de l'année" de l'Université technique de Yildiz.

### 2019-présentKuruluş: Osman
En 2019, Burak Özçivit commence à jouer dans la nouvelle série turque de drame, d'action, d'aventure et de fiction historique Kuruluș Osman, qui a été qualifiée de «la plus magnifique production de l'histoire de la télévision turque». La série, qui devrait durer 5 saisons, raconte la vie d'Osman I, fondateur de l'Empire ottoman, le rôle principal joué par l'acteur.
Début 2019, Burak Özçivit et le réalisateur de Kuruluș Osman Mehmet Bozdağ ont assisté à la réunion des représentants de l'industrie cinématographique organisée par le président turc, Recep Tayyip Erdoğan, en raison de l'importance historique de la série.
Kuruluș Osman a été présenté par Burak Özçivit et Mehmet Bozdağ au MIPCOM au Festival de Cannes 2019 aux producteurs et acheteurs internationaux,.
Kuruluș Osman est qualifiée de "série la plus regardée sur les écrans" car elle a réussi à rester en première position du classement d'audience de la Turquie tout au long de sa diffusion et a battu des records d'audience.Lors de sa première en Turquie, il a réussi à rassembler plus de 16 millions de téléspectateurs, des chiffres d'audience qui en ont fait "la meilleure première de l'histoire de la télévision turque",.
La série a été élue l'une des productions les plus populaires au monde en 2019 et était la seule série turque à faire partie de la liste des 32 productions internationales du MIPTV des meilleures séries télévisées de 2019. Kuruluș Osman a actuellement été vendu dans plus de 37 pays, où il a été un succès auprès du public.
Kuruluș Osman est devenue la première série turque de l'histoire à être honorée aux prestigieux prix internationaux Venice TV Awards en tant que "Meilleure série" en 2020 et a déjà reçu un total de 16 prix, dont 4 pour Burak Özçivit en tant que meilleur acteur, parmi lesquels se distingue l'Oscar des médias turcs.
La série a également battu des records sur YouTube, devenant la seule chaîne d'une série turque de l'histoire à atteindre 3 millions d'abonnés avant l'épisode 50.

#### Préparation physique pour la série
Burak Özçivit a utilisé une protéine spéciale utilisée par Daniel Craig pour jouer James Bond pour renforcer ses muscles et ses os en raison du poids de ses vêtements et du dur entraînement et du tournage de Kuruluș Osman, qui se déroule dans des journées très intenses et sous n'importe quel type de climat. état. De plus, l'acteur doit changer d'apparence physique à chaque saison.
Pour se préparer physiquement et mentalement au rôle, Burak Özçivit et les autres acteurs ont suivi un entraînement militaire pendant 9 mois, 8 heures par jour, 6 jours par semaine dans des zones montagneuses et boisées où ils ont appris l'équitation, le tir à l'arc, le combat au corps à corps, l'entraînement et la chorégraphie avec épées et cascades. Cette formation a été dispensée par des officiers des forces spéciales turques à la retraite.De plus, les acteurs ont construit leurs propres abris dans les montagnes dans des conditions naturelles, ont trouvé de l'eau, préparé de la nourriture et surveillé toutes les 2 heures la nuit.
Des exercices militaires ont également été effectués: l'équipe était divisée en forces amies, sous le commandement de Burak Özçivit et en forces ennemies dans lesquelles les acteurs des forces amies, dirigés par l'acteur, ont infiltré le territoire ennemi, préparé une embuscade et capturé le quartier général sur une piste de 10 kilomètres. L'équipe de Burak Özçivit a frappé les cibles à pleins coups et a remporté le concours de tir à l'arc et aux flèches.
Dans le même temps, l'acteur et le reste de l'équipe se sont entraînés à concevoir et à mettre en œuvre des stratégies militaires et ont été théoriquement formés sur l'histoire d'Osman I et l'époque historique et sociale.

## Autres projets
Burak Özçivit a tourné plusieurs publicités pour certaines marques telles que Pepsi (2013-2014) et Clear Men (2013-2016 et 2019).
En 2016, Özçivit s'est rendu à Athènes, Grèce lorsqu'il a été invité au festival "Turkish Film Days" organisé à la "Mihalis Kakoyannis Foundation". Il y a assisté, avec l'ambassadeur de Turquie à Athènes Kerim Uras, à l'inauguration des Journées du cinéma turc organisées par le conseiller pour la culture et la promotion de l'ambassade de Turquie à Athènes.
En 2017, Burak Özçivit a été choisi comme ambassadeur promotionnel du premier centre commercial "Emaar Square" à Istanbul, propriété de la société Emaar Properties basée à Dubaï et développeur de "Dubai Mall", le plus grand centre commercial au monde.
En 2019, l'acteur s'est rendu au Kazakhstan en tant qu'invité d'honneur du 15e Festival international du film eurasien.

### 2018-présentAltınyıldız Classics
En 2018, Burak Özçivit est devenu le principal ambassadeur et représentant de la principale marque turque de vêtements pour hommes Altınyıldız Classics., De leur collaboration, "les ventes ont augmenté de 40%" et "tous les modèles que Burak Özçivit a utilisés dans les annonces se sont vendus".L'acteur a sa propre ligne de vêtements pour hommes au sein de la marque appelée "Burak Özçivit Stili" (Burak Özçivit Style).
Les collections dans lesquelles l'acteur a travaillé sont Automne-Hiver 2018-2019, 2019-2020 Printemps-Été, 2019-2020 Automne-Hiver, 2020 Printemps-Été, Automne-Hiver 2020, 2021 Printemps-Été et Automne-Hiver 2021.

### 2021Trem GlobaletConquerors
En 2021, Burak Özçivit a annoncé sa collaboration avec la société internationale Trem Global, dédiée à l'investissement. La société a choisi Burak Özçivit comme ambassadeur et représentant pour la Turquie dans le but de promouvoir les investissements dans le pays dans des villes telles que Londres, New York, Dubaï et Toronto.Burak Özçivit a tourné un film commercial dans certains des endroits les plus emblématiques de Turquie pour promouvoir le projet qui sera annoncé dans ces villes ainsi que diverses affiches et panneaux d'affichage.
En août 2021, la collaboration de Burak Özcivit avec les créateurs du jeu vidéo à succès Conquerors: Golden Age a été annoncée, où l'acteur deviendra l'un des personnages du jeu vidéo et aidera à l'écriture des histoires,.

## Vie privée
Le 9 mars 2017, ont lieu ses fiançailles avec Fahriye Evcen en Allemagne et le 29 juin 2017 a lieu leur mariage, après 4 ans de vie commune à Istanbul.
En 2018, il a été confirmé que le couple attendait leur premier enfant né le 13 avril 2019, qu'ils ont nommé Karan.
En 2023 , ils accueillent leur deuxième fils nommé Kerem.

## Filmographie

### Cinéma
- 2015 : Ask Sana Benzer : Balıkçı Ali
- 2016 : Kardeşim Benim : Hakan
- 2017 : Kardeşim Benim 2 : Hakan
- 2018 : Can Feda : Kaptan Alparslan

### Télévision
- 2006 : Eksi 18 : Murat
- 2008 : Zoraki Koca : Ömer Özpolat
- 2009 : Baba Ocağı : Güven
- 2010 : İhanet : Emir
- 2011 : Küçük Sırlar : Çetin Ateşoğlu
- 2011 : Muhteşem Yüzyıl : Malkoçoğlu Bali Bey
- 2013 : Çalıkuşu : Kamran
- 2015-2017 : Kara Sevda : Kemal Soydere
- 2019- : Kuruluş: Osman : Osman Ier

### Publicité
- 2013-2014: Pepsi
- 2013-2016: ClearMen
- 2017-2018: Emaar Square Mall
- 2019: ClearMen
- 2018-présent: Altınyıldız Classics
- 2021-présent: Trem Global
- 2021-présent: PUBG Mobile
- 2022-présent: Tor Holding

## Récompenses et nominations
| An   | Récompenses                                                                                                 | Catégorie                                 | Emploi           | Résultat | Référence |
| ---- | --- | ----------------------------------------- | ---------------- | -------- | --------- |
| 2012 | Prix GQ des hommes de l'année                                                                               | Acteur de l'année                         | Muhteşem Yüzyıl  | Lauréat  | [ 54 ]    |
| 2013 | Prix de l'Université de Galatasaray                                                                         | Meilleur acteur de télévision             | Muhteşem Yüzyıl  | Lauréat  | [ 55 ]    |
| 2014 | 12. YTÜ Stars of the Year Awards                                                                            | Acteur de télévision le plus aimé         | Calikusu         | Lauréat  | [ 56 ]    |
| 2014 | 13. Magazinci.com Internet Media (meilleur)                                                                 | Meilleur acteur de télévision             | Calikusu         | Lauréat  | [ 57 ]    |
| 2014 | 4. Prix Elle Style                                                                                          | Elle Style Acteur de l'année              | Calikusu         | Lauréat  |           |
| 2014 | Prix du meilleur de l'Université Haliç en 2014                                                              | Meilleur acteur                           | Calikusu         | Lauréat  |           |
| 2015 | 4. Bilkent Television Awards                                                                                | Meilleur acteur dans un drame             | Kara Sevda       | Lauréat  |           |
| 2015 | Prix des stars de la télévision du journal Ayakli                                                           | Meilleur acteur dans une série dramatique | Kara Sevda       | Lauréat  |           |
| 2016 | 14. YTÜ Stars of the Year Awards                                                                            | Acteur de cinéma le plus aimé             | Aşk Sana Benzer  | Lauréat  | [ 58 ]    |
| 2016 | 23. Prix d'excellence ITÜ EMÖS                                                                              | Acteur de cinéma le plus titré de l'année | Aşk Sana Benzer  | Lauréat  | [ 59 ]    |
| 2016 | 16. Magazinci.com Internet Media (meilleur)                                                                 | Performance télévisuelle de l'année       | Kara Sevda       | Lauréat  | [ 60 ]    |
| 2016 | Prix des médias de l'Université de la mer Égée                                                              | Meilleur acteur de télévision             | Kara Sevda       | Nommé    |           |
| 2016 | 2. Turkey Youth Awards                                                                                      | Meilleur acteur de cinéma                 | Aşk Sana Benzer  | Nommé    |           |
| 2016 | 10. Prix de l'Université de Galatasaray                                                                     | Meilleur acteur de télévision/cinéma      | Aşk Sana Benzer  | Nommé    |           |
| 2016 | 43. Prix Altın Kelebek                                                                                      | Meilleur acteur                           | Kara Sevda       | Nommé    | [ 61 ]    |
| 2016 | 43. Prix Altın Kelebek                                                                                      | Meilleur couple télé (Nihan & Kemal)      | Kara Sevda       | Nommé    | [ 61 ]    |
| 2016 | Prix Muzikonair                                                                                             | Meilleur acteur dans une série télévisée  | Kara Sevda       | Lauréat  | [ 62 ]    |
| 2017 | Les prix ONE Objective                                                                                      | La célébrité la plus titrée de l'année    | Kara Sevda       | Lauréat  |           |
| 2017 | Prix GQ des hommes de l'année                                                                               | L'homme le plus populaire de l'année      | Kara Sevda       | Lauréat  | [ 63 ]    |
| 2017 | 12. Prix Kemal Sunal pour la culture et l'a                                                                 | Meilleur acteur                           | Kara Sevda       | Lauréat  | [ 64 ]    |
| 2017 | Établissements d'enseignement individuels (Meilleur de l'année)                                             | Meilleur acteur de l'année                | Kara Sevda       | Lauréat  | [ 64 ]    |
| 2017 | Turkey Youth Awards                                                                                         | Meilleur acteur de cinéma                 | Kardeşim Benim   | Nommé    | [ 65 ]    |
| 2018 | Turkey Youth Awards                                                                                         | Meilleur acteur de cinéma                 | Kardeşim Benim 2 | Nommé    | [ 66 ]    |
| 2019 | 18. YTÜ Stars of the Year Awards                                                                            | Meilleur acteur masculin au cinéma 2018   | Can Feda         | Lauréat  | [ 67 ]    |
| 2020 | 6. Golden 61 Awards de l'Université d'Istanbul                                                              | Meilleure star de télévision de l'année   | Kuruluş: Osman   | Lauréat  | ,         |
| 2020 | Turkey Youth Awards                                                                                         | Meilleur acteur de télévision             | Kuruluş: Osman   | Nommé    | [ 70 ]    |
| 2020 | Prix de l'Association des journalistes de radio et de télévisio (RTGD Oscars)                               | Meilleur acteur masculin de l'année       | Kuruluş: Osman   | Lauréat  | ,         |
| 2021 | Prix du magazine Qualité 2021                                                                               | Meilleur acteur masculin                  | Kuruluş: Osman   | Lauréat  | [ 72 ]    |
| 2021 | Prix de l'Association eurasienne de protection des consommateurs (Avrasya Tüketicileri koruma Derneği ödül) | Meilleur acteur                           | Kuruluş: Osman   | Lauréat  | [ 73 ]    |
| 2021 | Golden Palm Awards                                                                                          | Meilleur acteur de l'année                | Kuruluş: Osman   | Lauréat  | ,         |
| 2021 | European Awards                                                                                             | Meilleur acteur                           | Kuruluş: Osman   | Lauréat  | [ 76 ]    |
| 2021 | 7. Golden 61 Awards de l'Université d'Istanbul                                                              | Meilleur acteur masculin de l'année       | Kuruluş: Osman   | Lauréat  | ,         |
| 2021 | 48. Prix Altın Kelebek                                                                                      | Meilleur acteur                           | Kuruluş: Osman   | Nommé    | [ 79 ]    |
| 2021 | Soap Awards France 2021                                                                                     | Meilleur acteur international             | Kara Sevda       | Nommé    | ,         |
| 2021 | 9. TV Yıldızları Ayaklı Gazete Ödülleri                                                                     | Meilleur acteur                           | Kuruluş: Osman   | Lauréat  | [ 82 ]    |
| 2022 | Turkey Youth Awards                                                                                         | Meilleur acteur de télévision             | Kuruluş: Osman   | Nommé    |           |